# یائل آراد
یائل آراد (عبری: יעל ארד‎؛ زادهٔ ۱ مهٔ ۱۹۶۷) جودوکار اهل اسرائیل بود.
وی در مسابقات کشوری و بین‌المللی در مجموع برندهٔ ۱ مدال طلا، ۲ مدال نقره، ۳ مدال برنز شده‌است.